# Johann August Nahl den yngre

Johann Christian Ruhl, porträtterad av Johann August Nahl den yngre.

Johann August Nahl den yngre, född den 7 januari 1752, död den 31 januari 1825, var en tysk målare. Han var son till Johann August Nahl den äldre och bror till Samuel Nahl.
Nahl utbildades huvudsakligen i Paris och Rom, där han studerade dels antiken, dels Rafael och Guido Reni. Först efter en resa till norra Europa kom han genom Hackerts inflytande (1788) att ägna sig åt landskapsmåleriet. Hans landskap utfördes alltid med antikt staffage. Nahl blev 1792 professor i Kassel och 1815 direktör för målarklassen, varjämte han utförde många uppdrag för hovet i Weimar.